# بریس از نیس
بریس از نیس (به فرانسوی: Brice de Nice) فیلمی محصول سال ۲۰۰۵ و به کارگردانی جیمز هاث است. در این فیلم بازیگرانی همچون ژان دوژاردن، کلوویس کرنیاک، الودی بوشه، الکساندرا لامی، دلفین چانیک، لانیک گائوتری و اودری لامی ایفای نقش کرده‌اند.
بریس ۳ دنباله این فیلم است.